# Свит-Трек

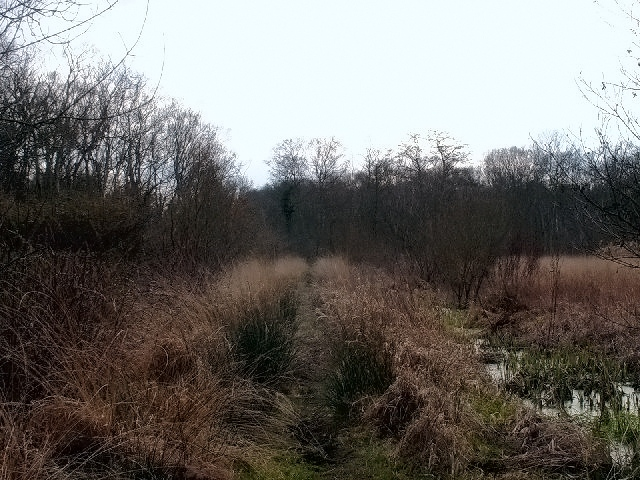
Свит-Трек

Свит-Трек (англ. Sweet Track) — доисторическая насыпная дорога на болотистой прибрежной равнине Сомерсет-Левелз в графстве Сомерсет (Англия), 51°09′49″ с. ш. 2°49′30″ з. д.. Это одна из древнейших инженерных дорог и древнейшая дорога с деревянной мостовой в Северной Европе. Данные дендрохронологии (по древесным кольцам на остатках деревянного настила) позволили установить с высокой точностью время сооружения дороги: 3807—3806 гг. до н. э. Согласно одной из публикаций, Свит-Трек — старейшая сохранившаяся мощёно-насыпная дорога в мире. Липиды из керамики Свит Трека радиоуглеродным методом датируются возрастом 5110 ± 25 и 5092 ± 26 л. н. (3950—3800 лет до н. э.).

Дорога была обнаружена при добыче торфа в 1970 году и получила название в честь открывателя, Рэя Свита. Она идёт через болотистую местность между ранее существовавшим островом Уэстхей, на котором в эпоху неолита находилось свайное поселение, и возвышенностью в Шэпвике (графство Сомерсет). Длина дороги составляла около 2000 метров. В свою очередь, Свит-Трек входит в систему древних дорог на равнине Сомерсет-Левелз.

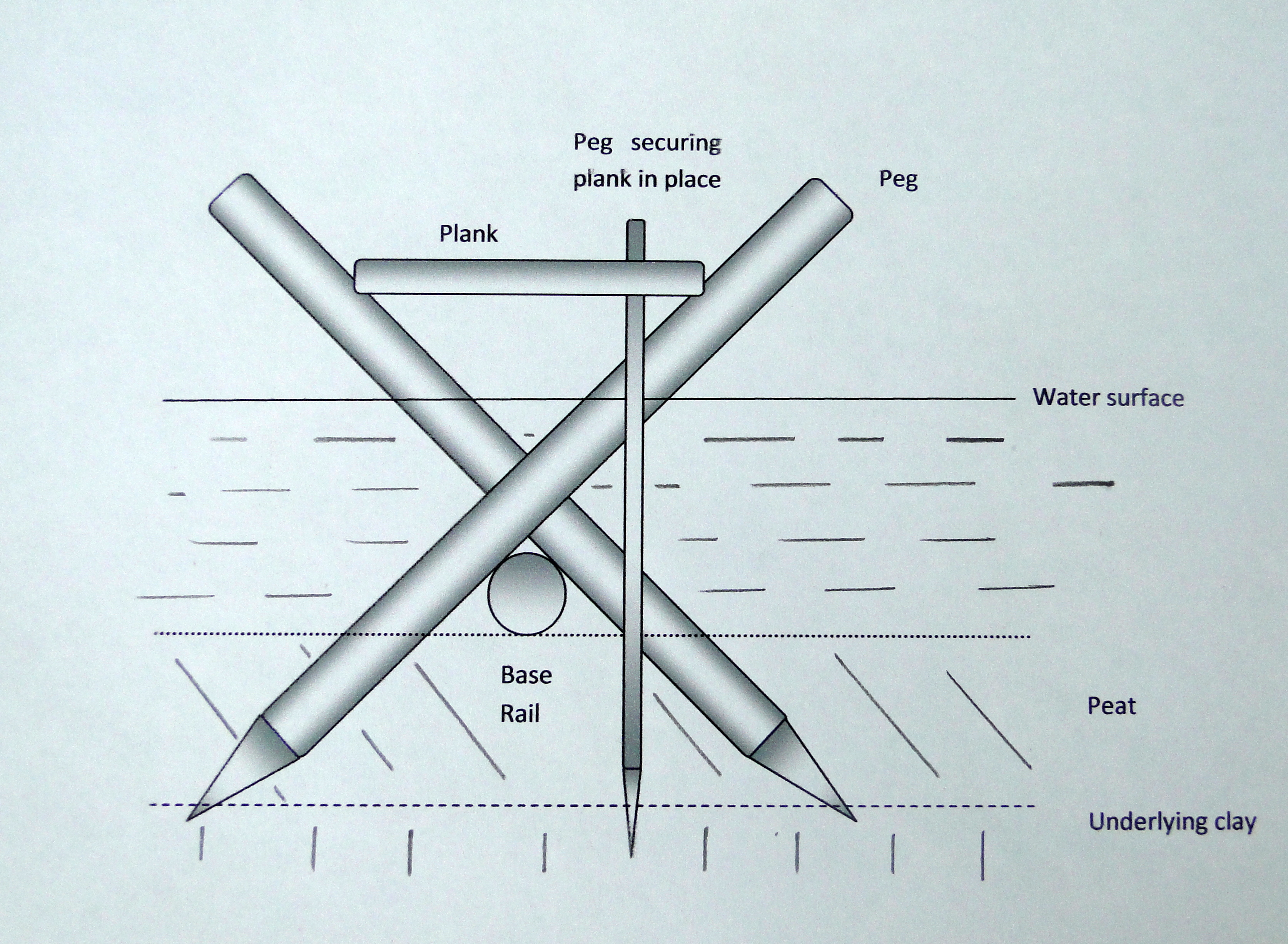
Диаграмма, показывающая поперечное сечение

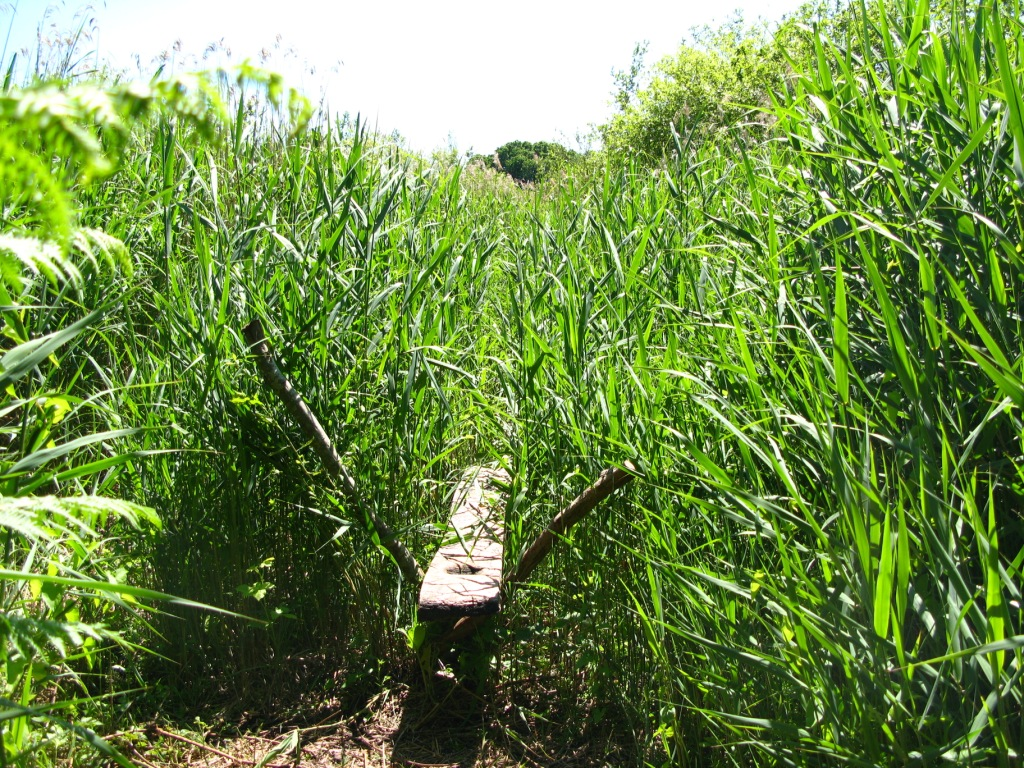
Дорога состояла из наложенных друг на друга перекрёстно перекладин, утопленных в почву; поверх них располагался дубовый настил

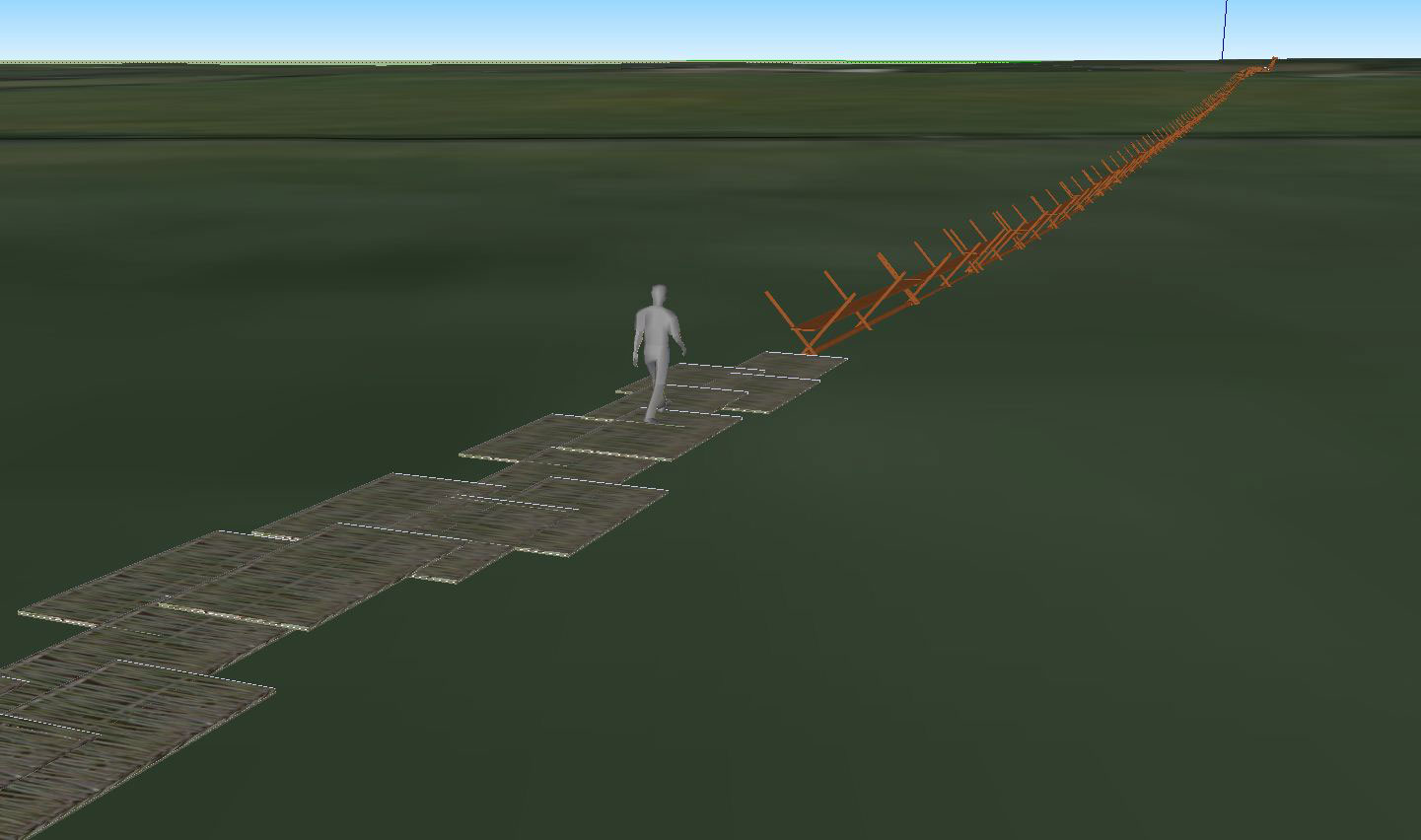
Цифровая диаграмма

Сооружённая в XXXIX веке до н. э., дорога состояла из наложенных друг на друга перекрёстно перекладин из ясеня, дуба и липы, утопленных в почву; поверх них располагался дубовый настил. Некоторые из досок были затем стабилизированы с помощью тонких вертикальных деревянных колышков, проведённых через прорезанные в конце досок отверстия и воткнутых в торф, а иногда и в глинy под ним. Искривления в основаниях перекладин говорят о том, что для их изготовления брались молодые деревья. Доски шириной до 40 см, длиной 3 метра и толщиной менее 5 см были вырезаны из деревьев до 1 метра в диаметре, используя только каменные топоры, деревянные клинья и молотки. В связи с тем, что дорога прокладывалась в болотистой местности, её компоненты должны были быть изготовлены где-то в ином месте.
Большая часть древней дороги сохранилась, несколько сот метров были недавно законсервированы. Фрагмент мостовой хранится в Британском музее, а реконструированный участок дороги можно увидеть в музее «Центр торфяных болот» близ Гластонбери.
Через некоторое время после открытия Свит-Трека археологи установили, что он был сооружён вдоль ещё более древней дороги, названной Пост-Трек, которая датируется 3838 г. до н. э., то есть на 30 лет старше.
Тем не менее, ни один фрагмент этой дороги не сохранился, только деревянные маркеры и свободные деревянные элементы.
Это часть сети троп, которые когда-то пересекали равнину. Рядом с ней были найдены различные предметы, включая нефритовый топор.
Маршрут использовался только около 10 лет, а затем был заброшен, вероятно, из-за повышения уровня воды. Когда он был обнаружен в 1970 году, требовались обширные реставрационные работы, поддерживалась водяная насосная станция и чтобы сохранить древесину влажной.

## Строители
Тропы были построены неолитическими крестьянами, которые колонизировали этот район, около 3900 г. до н. э. Доказано[кем?], что они хорошо организованы и аккуратны во время строительства. Жители вырубили леса для создания пастбищ и полей. Зимой в затопленных районах допускается рыбалка, охота, поиск еды. Летом засушливые районы были травянистыми, поэтому они могли пасти скот и овец, для строительства использовали тростник, кустарник и заготовленные дрова, также было много диких животных, птиц, фруктов и семян. Чтобы достичь островов вересковой пустоши, они предприняли совместные действия, необходимые для заготовки древесины и строительства дорожек, которые они, вероятно, построили, когда воды были низкими.